# Megaselia pallidantennata
Megaselia pallidantennata är en tvåvingeart som beskrevs av Rudolf Beyer 1960. Megaselia pallidantennata ingår i släktet Megaselia och familjen puckelflugor. Inga underarter finns listade i Catalogue of Life.